# 特雷斯克
特雷斯克（法語：Tresques，法語發音：[tʁɛsk]）是法国加尔省的一个市镇，位于该省东部偏北，属于尼姆区。

## 地理
特雷斯克（44°6'24"N, 4°35'13"E）面积17.9 平方千米，位于法国奧克西塔尼大區加尔省，该省份为法国南部沿海省份，南端濒地中海，北起顺时针与阿尔代什省、沃克吕兹省、罗讷河口省、埃罗省、阿韦龙省和洛泽尔省接壤。
与特雷斯克接壤的市镇（或旧市镇、城区）包括：塞茲河畔巴尼奧勒、科诺、戈雅克、洛丹-拉杜瓦斯、萨布朗、圣庞斯拉卡尔姆。

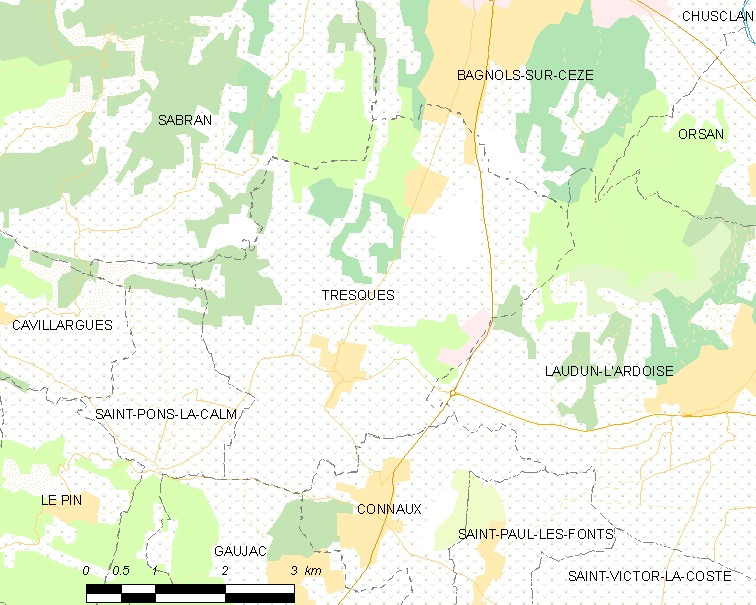
特雷斯克的OSM定位图

特雷斯克的时区为UTC+01:00、UTC+02:00（夏令时）。

## 行政
特雷斯克的邮政编码为30330，INSEE市镇编码为30331。

## 政治
特雷斯克所属的省级选区为塞兹河畔巴尼奥勒县。

## 人口

1962-2008年间特雷斯克人口变化图示

特雷斯克于2022年1月1日时的人口数量为1803人。